# All Access Europe
Albums de Eminem
E
(2000) Anger Management Tour
(2005)
All Access Europe est un album vidéo d'Eminem sorti le 18 juin 2002 en DVD. L'album contient des parties de différents spectacles d'Eminem dans le cadre du Anger Management Tour, pour promouvoir l'album The Marshall Mathers LP. Des personnalités comme Dido, Marilyn Manson ou Xzibit apparaissent sur scène aux côtés d'Eminem.

## Contenu
Le DVD est divisé en huit parties qui se réfèrent chacune à un concert d'Eminem en Europe.
1. Hamburg (9:51)
2. Oslo (6:05)
3. Stockholm (3:35)
4. Amsterdam (9:33)
5. Brussels (7:11)
6. Paris (15:49)
7. Manchester (5:24)
8. London (14:14)